# Bai Xianyong
Pour les articles homonymes, voir Bai.
Dans ce nom, le nom de famille, Bai, précède le nom personnel.
Bai Xianyong ou Pai Hsien-Yung (chinois 白先勇 ; pinyin Bái Xiānyǒng), né le 11 juillet 1937 à Guilin (en Chine continentale), est un écrivain taïwanais résidant aux États-Unis, à Santa Barbara.

## Biographie
Né à Guilin, Bai Xianyong a résidé successivement à Chongqing, Shanghai, Nankin puis Hong-Kong avant de rejoindre Taiwan. Il commence des études en hydraulique à l'université Chenggong dans l'espoir de participer au projet du barrage des Trois-Gorges avant de renoncer et de choisir la littérature anglaise à l'université nationale de Taïwan. En compagnie d'autres étudiants, dont Chen Ruoxi, Wang Wenxing, Ouyang Zi (en), il crée la revue Xiandai wenxue (en) (Littérature moderne). En septembre 1958, après une année d'études en littérature, il publie sa première nouvelle, intitulée Madame Ching dans le magazine Literature.
Il s'installe à partir de 1962 aux États-Unis. L'année suivante, il s'inscrit au Iowa Writers' Workshop de l'université de l'Iowa, où il obtient une maîtrise universitaire ès lettres. Il devient ensuite professeur de littérature chinoise à l'université de Californie à Santa Barbara.
Bai Xianyong appartient au mouvement moderniste de la littérature de Taiwan. Henry James, William Faulkner, James Joyce ont influencé son style. 
Gens de Taipei (Taibei ren) est un recueil de nouvelles paru en 1971. Ces gens de Taipei sont les continentaux réfugiés à Taiwan, pris entre un passé qui n'est plus et un présent sans attrait. Le roman Garçons de cristal (en chinois Niezi, « mauvais fils ») est la première œuvre à traiter du thème de l'homosexualité dans la littérature taïwanaise.
Considéré comme un écrivain majeur de la littérature chinoise,, il est pressenti pour le prix Nobel de littérature.

## Œuvres
- Fallen Immortals (1967)
- Wandering in the Garden, Waking from a Dream (1968)
- Taibei ren (1971) Publié en français sous le titre Gens de Taipei, traduit par André Lévy, Paris Flammarion, coll. « Lettres d'Extrême-Orient », 1997  (ISBN 2-08-067322-X) ; réédition, Arles, Picquier, coll. « Piquier poche » no 132, 2000  (ISBN 2-87730-480-9)
- Lonely Seventeen (1976)
- Yuqingsao (1980) Publié en français sous le titre Enfance à Guilin, traduit par Francis Marche, Aix-en-Provence, Alinéa , 1986  (ISBN 2-904631-31-3)
- Niezi (1983) Publié en français sous le titre Garçons de cristal, traduit par André Lévy, Paris, Flammarion, coll. « Lettres d'Extrême-Orient », 1995 ; réédition, Arles, Picquier, coll. « Piquier poche » no 182, 2003  (ISBN 2-87730-603-8)